# Будинок колишньої жіночої гімназії (Олександрія)
Будинок колишньої жіночої гімназії — будівля в м. Олександрія, Кіровоградська область. Зведена у XIX столітті. Один з найстаріших навчальних закладів Олександрії. Пам'ятка архітектури місцевого значення.

## Історія
Колишня жіноча гімназія, відкрита 6 лютого 1873 року, належить до найдавніших закладів освіти в Олександрії. На початковому етапі вона мала статус прогімназії, де навчання тривало три роки, а також додатковий рік підготовчого класу. 1907 року заклад реорганізували в класичну жіночу гімназію з семирічним терміном навчання.
Освіта в гімназії була платною. Випускниці мали змогу працювати викладачками в народних земських школах або домашніми вчительками в заможних родинах. Серед відомих випускниць навчального закладу — Ксенія і Поліна Мержанові, сестри краєзнавця Федора Мержанова, а також Марія Чижевська, сестра вченого і філософа Дмитра Чижевського. Деякі гімназистки також входили до просвітницького гуртка в Олександрії, який очолював Чижевський.

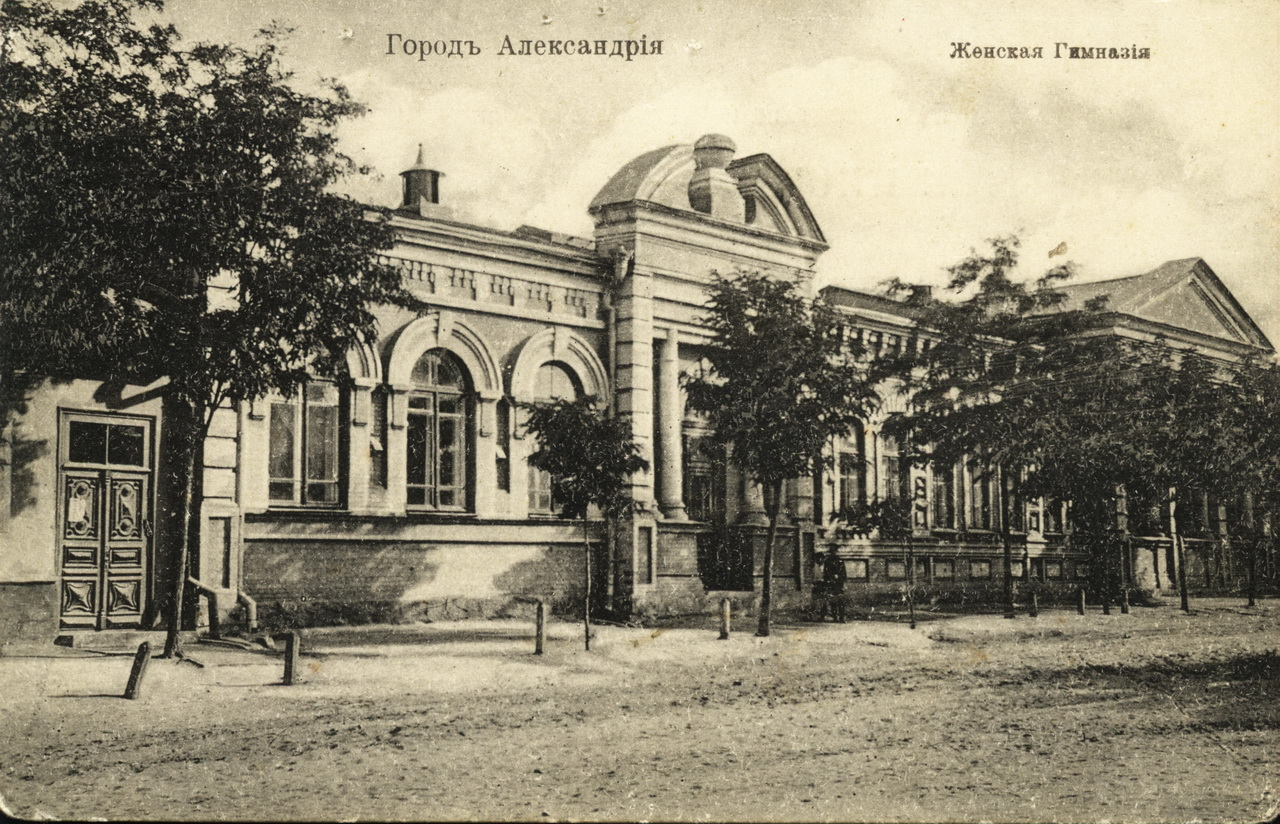
Будівля жіночої гімназії наприкінці XIX ст. — початку XX ст.

Після революційних подій 1917 року приміщення гімназії використовувалося як штаб для різних військових формувань, зокрема червоноармійських, білогвардійських та григор'євських. З 1920 року чоловіча та жіноча гімназії в Олександрії були реорганізовані в радянські школи. Після завершення Другої світової війни в будівлі колишньої жіночої гімназії функціонували початкові класи школи № 2. Згодом тут розмістили педагогічне училище, яке діяло в приміщенні до 1990-х років.
1991 року було ініційоване відновлення класичної жіночої гімназії. За наступні роки заклад кілька разів змінював назву й статус. Нині в історичній будівлі розташований Центральноукраїнський науковий ліцей, що перебуває у підпорядкуванні обласної ради. Заклад вважається правонаступником гімназії.
Будівля є пам'яткою архітектури місцевого значення відповідно до Рішення виконавчого комітету Кіровоградської обласної ради народних депутатів від 13.06.1991 № 61.